# قيلة دموية
القيلة الدموية عبارة عن تجمع للدم في تجويف الجسم. يشير المصطلح الأكثر شيوعًا إلى تجمع الدم في الغلالة الغمدية حول الخصية. يمكن أن تحدث القيل الدموية أيضًا في تجويف البطن وغيرها من تجاويف الجسم.

## كيس الصفن

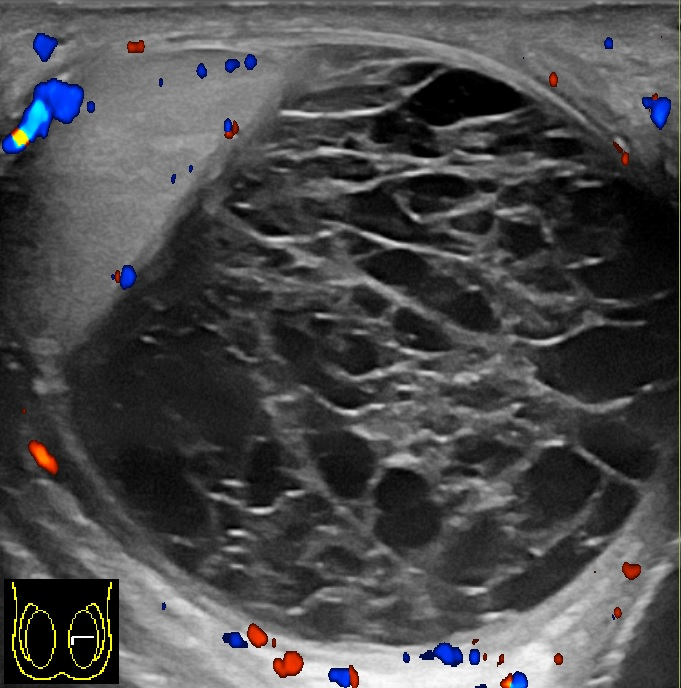
تصوير بالموجات فوق الصوتية لكيس الصفن قيلة دموية. حيث تظهر بعد أسبوعين من ظهورها، كسائل ذو حجم كبير مع العديد من الحواجز السميكة. لا تُظِهر القيلة الدموية أي تدفق دم على الموجات فوق الصوتية دوبلر. القيلة القيحية لها مظهر مماثل، ولكن تم استبعادها بسبب عدم وجود التهاب.

تُدعى القيلة الدموية في كيس الصفن باسم القيلة الدموية الصفنية (بالإنجليزية: hemoscrotum)‏.
يمكن أن تحدث القيلة الدموية بعد الإصابة (مثل الإصابات الفرشخية) أو يمكن أن يكون من مضاعفات الجراحة. وغالبًا ما يكون مصحوبًا بألم في الخصية. وقد ظهرت الاعراض في المرضى الذين يعانون من الهيموفيليا وبعد إجراء قسطرة الشريان الفخذي. إذا لم يكن التشخيص واضحًا من الناحية الإكلينيكية، فسوف يُظهر التضوء (وضع ضوء مقابل كيس الصفن) سائلًا غير شفاف داخل كيس الصفن. قد يكون التصوير بالموجات فوق الصوتية مفيدًا أيضًا في تأكيد التشخيص. في الحالات الشديدة أو غير المستجيبة للعلاج، قد تكون هنالك حاجة إلى شق جراحي وتصريف. لمنع تكرار الإصابة بعد التصريف الجراحي، يمكن ترك التصريف.

## العلامات والأعراض
يعتمد اختلاف العلامات والأعراض على الحالة المرضية الموجودة والتاريخ الطبي. تتباين القيلات الدموية بسبب موقع الآفة وبدء تشكل القيلة الدموية. من المهم التماس رعاية طبية طارئة في حالة حدوث ألم مفاجئ في كيس الصفن لتجنب أذية الخصية التي قد تكون دائمة. تتعلق العلامات والأعراض المذكورة أدناه بالقيلة الدموية والحالات المرتبطة بها والتي قد تنجم عن أسباب أخرى مثل سرطان الخصية أو انفتالها:
- كتلة غير عادية.
- ألم مفاجئ.
- ألم خفيف أو الشعور بثقل في كيس الصفن.
- انتشار الألم إلى جميع أنحاء الفخذ أو البطن أو أسفل الظهر.
- مضض الخصية أو تورمها أو تيبسها.
- مضض البربخ أو تورمه أو تيبسه، علمًا أن البربخ أنبوب رخو على شكل فاصلة يقع أعلى الخصية وخلفها ويخزن الحيوانات المنوية وينقلها.
- تورم في كيس الصفن.
- احمرار جلد كيس الصفن.
- الغثيان أو القياء.

إذا نتجت الكتلة الصفنية عن عدوى، قد تكون العلامات والأعراض كما يلي:
- قيح.
- قيح أو دم في البول.
- حمى.

## الأسباب
قد تنتج الكتل الصفنية عن تراكم للسوائل أو نمو أنسجة غير طبيعية أو انتفاخ محتويات طبيعية من كيس الصفن أو التهابها أو تيبسها. قد تكون كتل كيس الصفن سرطانية أو ناجمة عن حالة أخرى تؤثر في وظيفة الخصية وصحتها. تُعد القيلة الدموية إحدى أكثر عقابيل إصابة الخصية شيوعًا. عادة ما تنتج القيلة الدموية الرضحية عن تمزق الخصية (80٪ من الحالات) أو تمزق في أوردة الضفيرة المحلاقية. يمثل تمزق الخصية وانفتالها أسبابًا شائعةً للقيلة الدموية في كيس الصفن، التي قد تنجم أيضًا عن إصابة الكلى أو التهاب البنكرياس أو خلل دموي أو التهاب الأوعية الدموية.
توجد اضطرابات مختلفة قد تنجم القيلة الدموية عنها، وتشمل:
- سرطان الخصية.
- القيلة المنوية.
- التهاب البربخ.
- التهاب الخصية.
- القيلة المائية.
- دوالي الخصية.
- الفتق الإربي
- انفتال الخصية.

## الفيزيولوجيا المرضية
إن إزمان القيلة الدموية نادر الحدوث. ما يزال السبب المباشر لحدوث القيلة الدموية غير معروف. يمكن تصنيف القيلة الدموية إلى مجهولة السبب وثانوية. لا تترافق القيلة الدموية مجهولة السبب أو العفوية مع قصة إصابة بسرطان الخصية أو رض سابق للخصية، دون وجود ألم عضوي، علمًا أنها تبدو أكثر شيوعًا بين كبار السن. عادة ما ترتبط القيلة الدموية الثانوية بالرض أو الجراحة أو الأورام، لكنها قد تحدث أيضًا نتيجة التغيرات الدموية أو التهاب الأوعية الدموية.
يُفترض تسبب الرضوض الطفيفة بتمزق الأوعية الدقيقة المتوسعة أسفل المحفظة الليفية.
تتسم القيلة الدموية بالتطور البطيء، وقد يستمر تورم القيلة الدموية فترةً تترواح من شهور حتى عقود. لا تترافق عادةً مع ألم، بل يكون حس الانزعاج والثقل في الصفن أكثر شيوعًا. يحتوي كيس الغلالة دمًا طازجًا متخثرًا في حالات القيلة الدموية حديثة العهد. إذ بدأت القيلة الدموية بالنزف داخلها، متحولةً إلى كيس نزفي، قد تتمزق بسهولة وتسبب عددًا من المشكلات. إذا كانت القيلة الدموية أقدم، فإن كيس الغلالة يبدو ممتلئًا بمادة إسفنجية أكبر بعدة مرات من حجم الخصية؛ مادة تتألف بمعظمها من الأورام الحبيبية الفيبرينية والكوليسترولية. تتكون الجلطة الدموية في القيلة الدموية المزمنة بصورة كلية أو جزئية من نسيج ضام يحتوي العديد من الأوعية الدموية المتشكلة حديثًا والبلاعم المحملة بالهيموسيديرين. تُبطن الأنسجة الضامة المقابلة لتجويف الغلالة ببقايا الفيبرين. تغدو الآفة في مراحلها الأخيرة مكونةً من كيس غلالة سميك ومتليف ومتكلس، قد تبدي أيضًا حؤولًا عظميًا.  